# Trenkelhof

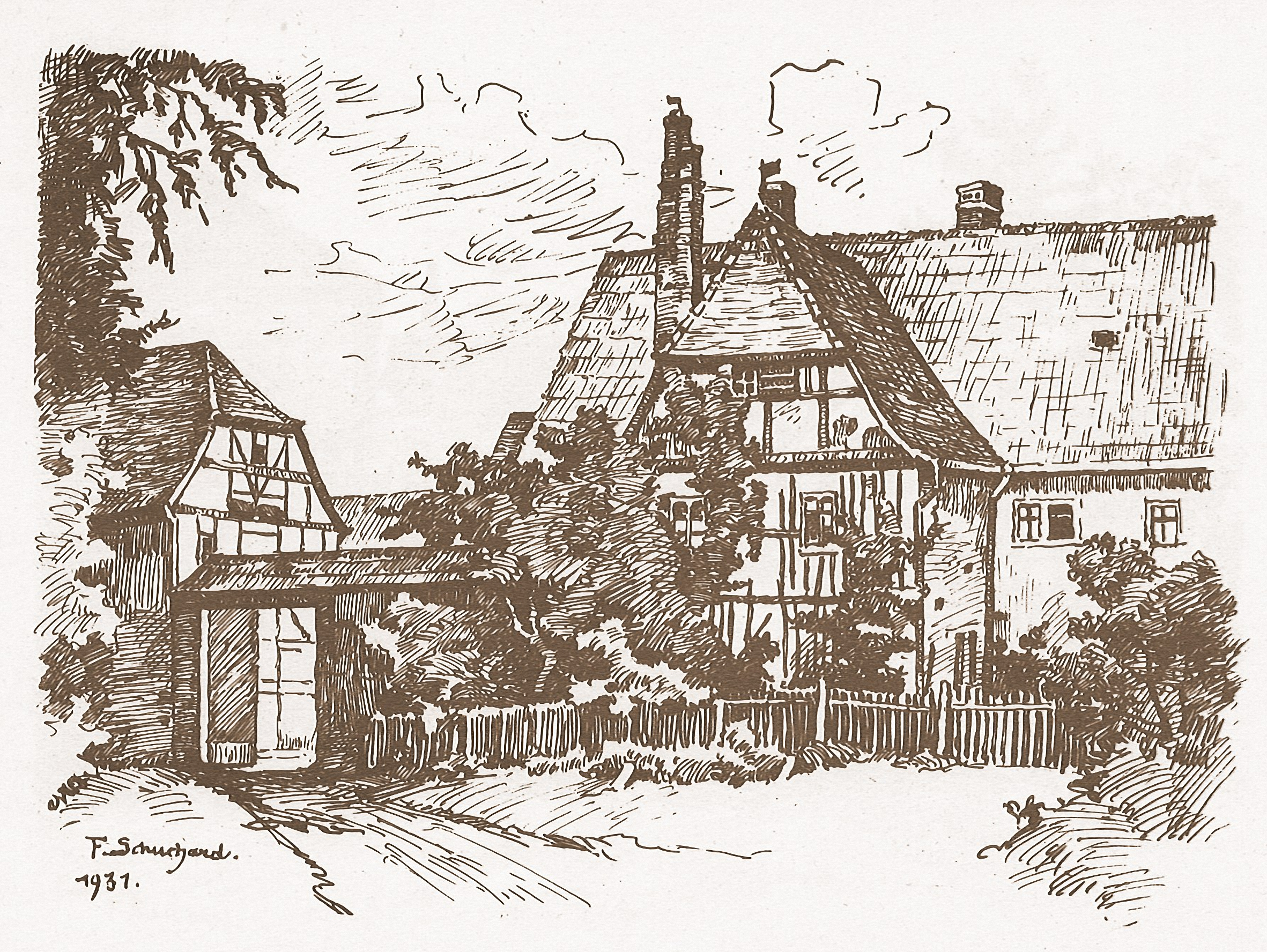
1865 wurde der Maler Felix Schuchard auf dem Trenkelhof geboren. 1931 schuf er diese Federzeichnung seines Geburtshauses

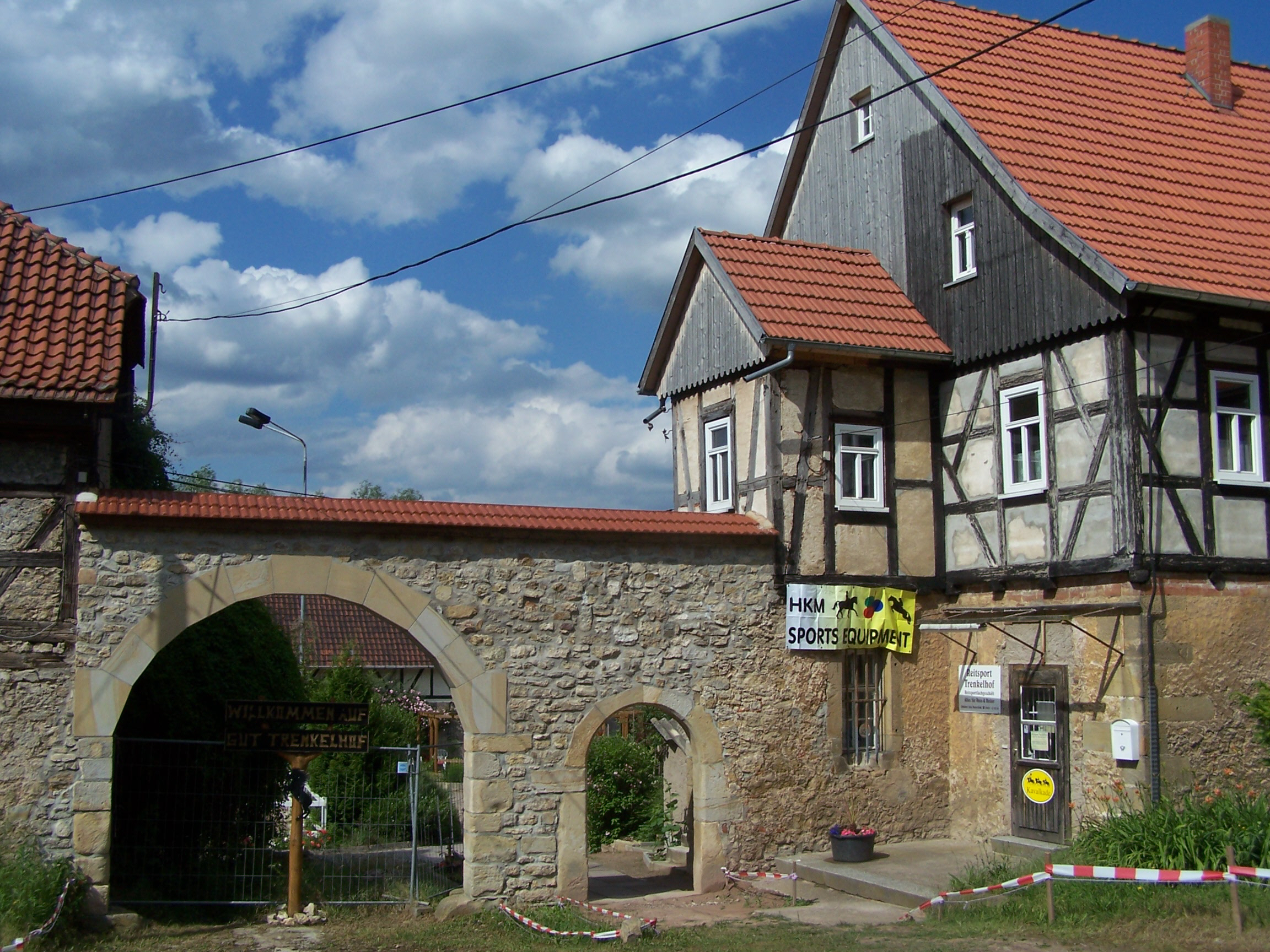
Gut Trenkelhof, 2011

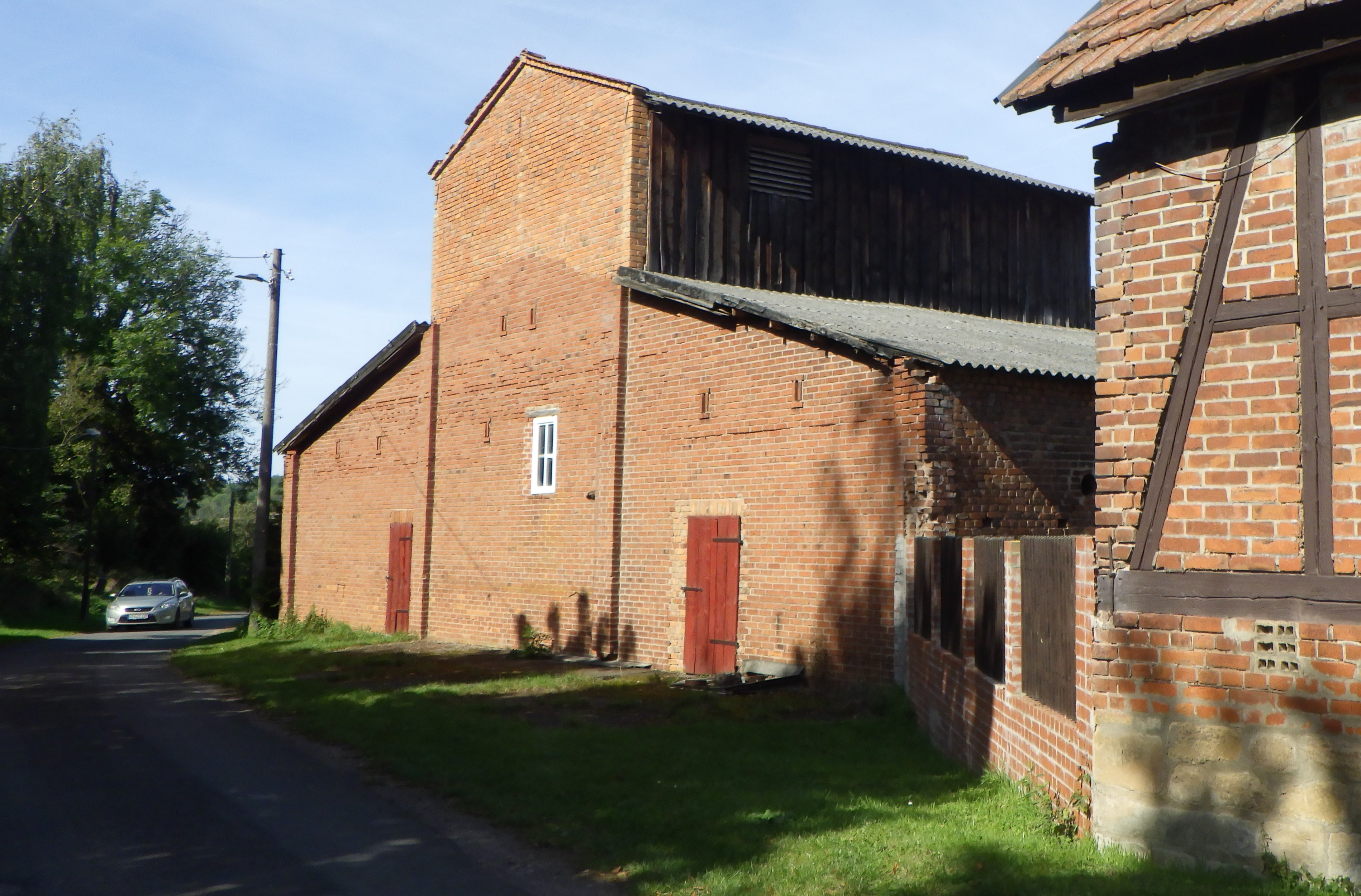
Trenkelhof, 2023

Trenkelhof ist ein Guts-Gehöft in der Stadt Eisenach im Wartburgkreis in Thüringen.

## Lage
Der Trenkelhof befindet sich am Nordostrand der Kernstadt von Eisenach.
Nördlich und östlich grenzt die Trenkelhofer Flur an Stockhausen und Großenlupnitz, südwestlich folgt die Flur von Fischbach – jetzt Stadtteil von Eisenach mit dem unmittelbar südwestlich gelegenen Siedlungsteil Hofferbertaue. Am Trenkelhof verläuft die Bundesstraße 88 (ehemaliger Abschnitt der Bundesautobahn 4) und westlich die Bundesstraße 84. Die geographische Höhe des Ortes beträgt 246,8 m ü. HN.

## Geschichte

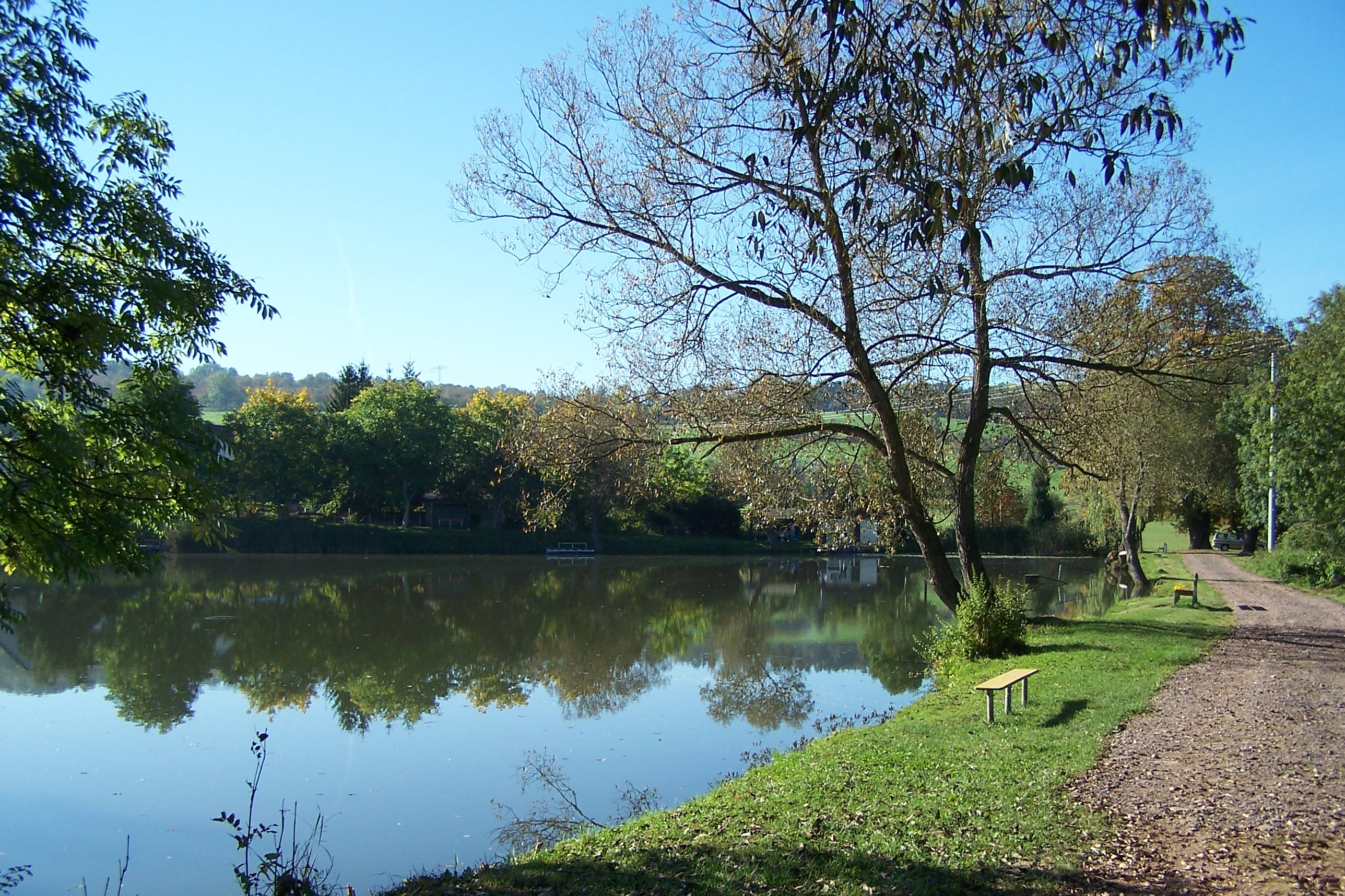
Der große Trenkelhofer Teich

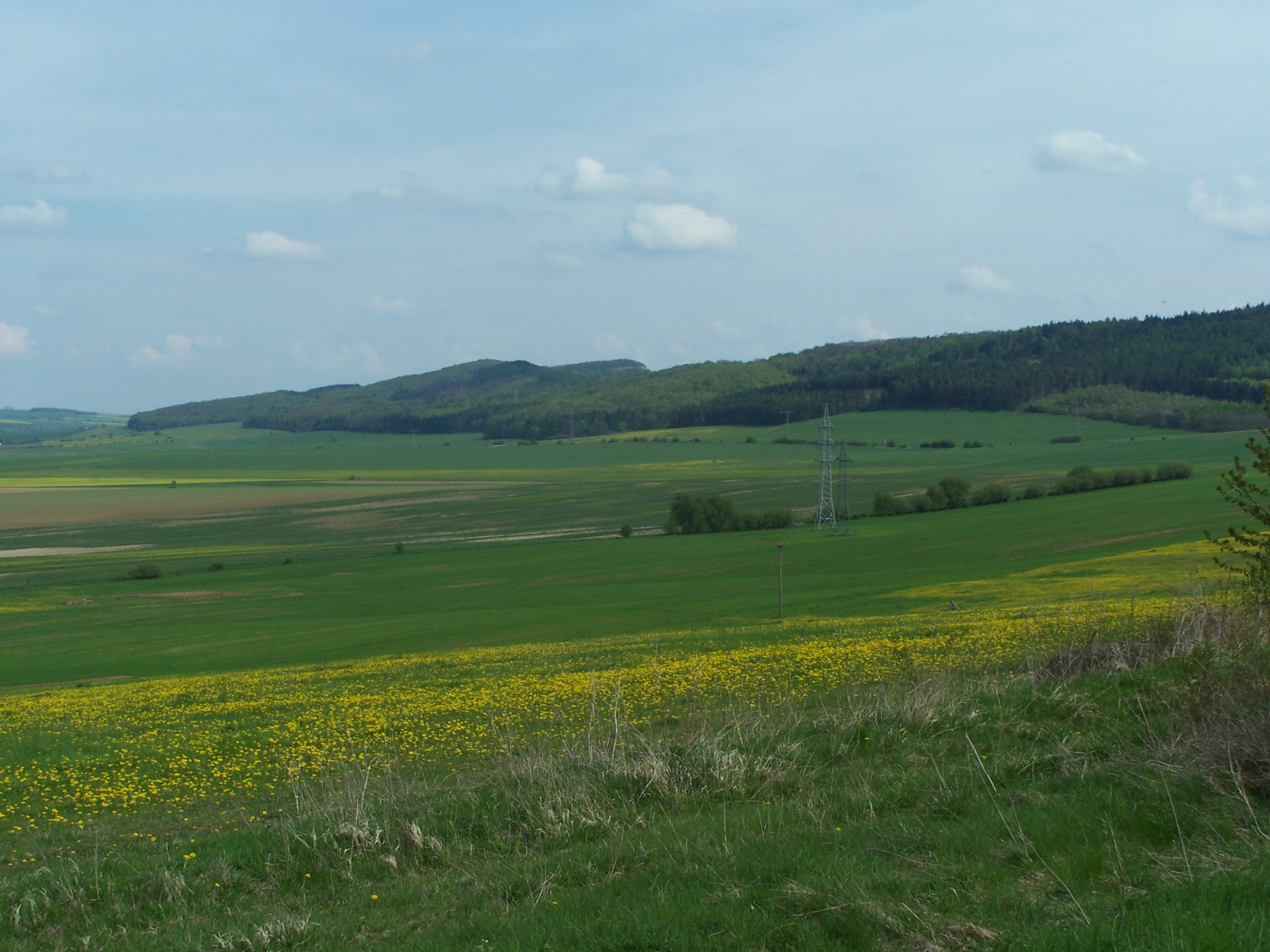
Die Trenkelhofer Flur reichte einst bis zum Kleinen Hörselberg

Am 28. Juli 1433 wurde der Gutshof erstmals urkundlich erwähnt. Zu dieser Zeit war der Hof am Tregelbach im Besitz der Landgrafen von Thüringen, er lag im Zuständigkeitsbereich des Amtes Wartburg. Um 1500 erwarben Jost Holze von Furthe (heute Förtha) und Wolfram Kreuzburg von Windischensuhla (heute Wünschensuhl) das Gut, sie gerieten bald in Schuldabhängigkeit der Herren von Erffa, nach dem Bauernkrieg war der Hof ab 1530 zu beiden Teilen im Besitz der Erffas. Als Nachfolger der beiden erfolglosen Pächter wird eine Eisenacher Patrizierfamilie Wachsmuth genannt, die das Gut mit wirtschaftlichem Erfolg erneuern. Um 1598 zählte das Gut Trenkelhof zu den wertvollsten Besitzungen im Amt Wartburg, daher erwarb es der erste Eisenacher Herzog Johann Ernst für 6000 Gulden als Privatbesitz. Rauschende Feste und Jagden fanden hier statt, der Gutshof lag weit außerhalb der Stadtmauern von Eisenach. Nach dem Tod des Herzogs Johann Ernst, er starb 1638 kinderlos, trennten sich die Erben von dem Gut das für 3000 Gulden dem Hofbediensteten Franz Rasch übergeben wurde. Der Käufer ging ein großes Wagnis ein, denn das Herzogtum Sachsen-Eisenach befand sich zu dieser Zeit noch im Kriegszustand – im Vorjahr hatten kaiserliche und schwedische Reiterscharen mehrere Gefechte in der Gegend um Eisenach ausgetragen.
Nach dem Wiederaufbau des Landes erwarb der Eisenacher Herzog Johann Georg I. 1668 den Trenkelhof erneut als Privatbesitz. Der Hof hatte zu diesem Zeitpunkt eine Größe von 386 Ackern bebaubares Land, 30 Acker Wiesen und drei Teiche.
Nach der Doppelschlacht von Jena und Auerstedt folgte die napoleonische Besetzung der Thüringer Herzogtümer, erste Gefangenentransporte passierten auch das Eisenacher Gebiet. Drei Tage nach der Schlacht befand sich am 17. Oktober 1806 der hinter die feindlichen Linien geratene preußische Leutnant Friedrich Hellwig mit 50 Husaren am Trenkelhof. Seine Späher meldeten ihm eine Marschkolonne mit französischen Kriegsgefangenen aus Richtung Gotha kommend im Anmarsch auf den Nachbarort Eichrodt. Mit einem Überraschungsangriff gelang es Hellwig die französische Wachmannschaft zu überrumpeln und die Gefangenen zu befreien, an die Ereignisse erinnert das Hellwigdenkmal am Ortsrand von Wutha-Farnroda. Die zurückflutenden Heerhaufen der in der Völkerschlacht bei Leipzig geschlagenen Armee Napoleons plünderten auf ihrem Rückzug die Orte und Gehöfte entlang der Heerstraßen. Am 26. Oktober 1813 fand ein weiteres Gefecht am Trenkelhof statt, hierbei wurde der preußische Leutnant Ferdinand von Mauderode getötet, sein Grab befindet sich auf dem Großenlupnitzer Friedhof. Ein Massengrab mit französischen Toten von 1813 wurde 1938 vom Archäologen Dr. Karcher aus Eisenach am Südwestrand von Großenlupnitz freigelegt.
Von der großherzoglichen Militärverwaltung erhielt die Gemeinde Großenlupnitz 1866 die Aufforderung ein Manövergelände am Kleinen Hörselberg und Trenkelhof bereitzustellen. Der Flurname Generalshügel für eine vorgelagerte Geländekuppe südöstlich vom Leimenberg erhielt damit seine Bedeutung.
Im 19. Jahrhundert wurde der Trenkelhof zum Kammergut bestimmt. Die Flur betrug 233,15 Hektar; auf dem Hof, der nach Großenlupnitz eingepfarrt und eingeschult war, lebten 21 Bewohner. 1881 wurde das Gut in eine Domäne überführt, Domänenpächter war bis 1901 Felix Bornemann, er gehörte zur Bornemann-Familie, die als Betreiber der Eisenacher Aktienziegelei und durch Grundstücksspekulationen nach den Eichel-Streibers zu den reichsten Industriellen der Wartburgstadt gehörten.
Im Süden des Trenkelhofes entstand ab 1932 das Wohngebiet Hofferbertaue. Die dortige Siedlung wurde mit Unterstützung der Eisenacher Stadtverwaltung entwickelt und sollte in den 1940er Jahren mit einer östlich folgenden Erweiterung am Leimenberg vergrößert werden. Südlich des Hofes wurde ab Mitte der 1930er Jahre die Reichsautobahn im Abschnitt Eisenach-Erfurt trassiert, die 1941 mit einer provisorischen Umfahrung der unvollendet gebliebenen Kirchtalbrücke südöstlich des Trenkelhofes für den Verkehr freigegeben wurde. Zur gleichen Zeit begannen Bauarbeiten für die BMW Flugmotorenfabrik am benachbarten Dürrerhof, etwa einen Kilometer entfernt.
Nach Ausbruch des Zweiten Weltkrieges gelang es der Stadtverwaltung unter Oberbürgermeister Dr. Herbert Müller-Bowe den Trenkelhof nach zähen Verhandlungen für die Stadt zu erwerben. Die Eingemeindung erfolgte im März 1941 und hatte die Zielsetzung mit 100 Siedlungsparzellen einen neuen Stadtteil zu begründen. Der Plan kam nur in Ansätzen zum Tragen, entlang der Hauptstraße zur Hofferbertaue wurde in den 1940er Jahren eine erste Gruppe von Siedlungshäusern errichtet.
Nach 1945 wurde das Gut zunächst für die Notversorgung der Eisenacher Bevölkerung benutzt und wurde als städtisches Eigentum nicht enteignet. Die Stadtverwaltung unter Bürgermeister Karl Hermann entschied die Verteilung von einigen Grundstücken an Neubauern. In den 1950er Jahren wurde am Trenkelhof eine kleine LPG gegründet.
Neben der Schafhaltung und Rinderaufzucht entstand in den 1970er Jahren noch eine Hähnchenmastanlage. Nach der Wende ging das Anwesen wieder in den Besitz der Stadt Eisenach über. Ein Privatbesitzer erwarb 1998 das Gut und betrieb ein Gestüt mit Pensionspferdehaltung. Seit 2015 steht das Anwesen zum Verkauf.
In der ehemaligen Hähnchenmastanlage befindet sich seit 1993 das Tierheim Eisenach.

## Persönlichkeiten
Der Maler Felix Schuchard wurde 1865 auf dem Trenkelhof geboren und starb am 19. April 1944 in Eisenach.